# Lucia Quinciani
Lucia Quinciani (1566 – 1611) foi uma compositora italiana. Ela é primeira a compositora feminina de monodias (árias) a ser publicada.

## Percurso
Lucia nasceu em Verona em 1566.
Apenas se conhece uma composição sua, publicada no livro de árias e duetos "Affetti amorosi",  de Marcantonio Negri (1611) e que se trata da cena "Udite lagrimosi spirti d'Averno, udite", da obra  Il pastor fido, do dramaturgo Giovanni Battista Guarini. Nesse livro Negri refere-se a Lucia como sua aluna.
Esta composição é o primeiro solo monódico criado por uma mulher a ser publicado.
Ela pode ter trabalhado em Verona e em Veneza mas sabe-se pouco sobre a sua vida e obra.

## Ligações Externas
" Udite lagrimosi spirti d'Averno, udite - Partitura " no IMSLP
- The lamento Udite lagrimosi spirti d’Averno by Lucia Quinciani in Marc’Antonio Negri’s Affetti a